# Wolves in the Throne Room
Wolves in the Throne Room (WITTR) est un groupe de black metal américain, originaire d'Olympia, Washington. Il aborde des thèmes abstraits, souvent liés à la nature et au paganisme. Le groupe est actuellement toujours en activité. Leurs labels sont Southern Lord Records, Vendlus Records et Artemisia Records. Leur style musical est souvent qualifié de « cascadian black metal », appellation qui caractérise leur musique à volonté cristalline et méditative. 

## Biographie
Le groupe est formé en 2002. Les principaux membres de Wolves in the Throne Room sont les frères Aaron et Nathan Weaver. Le groupe publie sa première démo, un CDR noir
Diadem of 12 Stars est leur premier album studio, publié en 2006. Il est enregistré par Tim Green aux Louder Studios de San Francisco,
Sur leur deuxième album, Two Hunters (2007), ils travaillent avec Randall Dunn, qui produira par la suite tous les autres albums. Pendant les sessions d'enregistrement de Two Hunters, le groupe commence à travailler par synthétiseur analogique, qui deviendra crucial dans leur son. Leur troisième album, Black Cascade, est publié en mars 2009. Après la publication de Black Cascade, le groupe se lance en tournée aux États-Unis et en Europe. Celestial Lineage est publié le 13 septembre 2011 et est le troisième opus de la trilogie Two Hunters. Brandon Stosuy de Pitchfork décrit Celestial Lineage comme l'« album le plus idiosyncratique de 2011 en matière de black metal américain. »
Wolves in the Throne Room sont sélectionnés par Godspeed You! Black Emperor pour le festival All Tomorrow's Parties organisé à Minehead, au Royaume-Uni, en 2010. En janvier 2014, une suite à Celestial Lineage est annoncée pour 2014, et intitulée Celestite. Celestite est publié en Amérique du Nord le 8 juillet 2014  comme extension expérimentale de leur précédent album Celestial Lineage.

## Style musical et influences
Le style musical de WITTR est sans nul doute influencée par le black metal scandinave. On notera par ailleurs des influences de doom metal, drone metal, dark ambient, crust punk et de musique folk. Les membres ont parfois cité des groupes comme Neurosis comme influence. Celestite (2014) marque un tournant dans la carrière du groupe. Celui-ci délaisse le chant éraillé, les guitares électriques saturées et la double grosse caisse pour réaliser un album de dark ambient fait majoritairement à partir de synthétiseurs. Toutefois le groupe n'abandonne pas le black metal : Celestite se veut être une redécouverte musicale et un aboutissement de leur album, Celestial Lineage, sorti en 2011.

## Membres

### Membres actuels
- Nathan Weaver – guitare, basse, batterie, synthétiseur, voix principale (depuis 2002)[1]
- Aaron Weaver – batterie, guitare, basse, synthétiseur, soutien vocal (depuis 2002)[1]

### Membres de session
- Jamie Myers – chant (sur Diadem of 12 Stars, Malevolent Grain)
- Jessika Kenney – chant (sur Two Hunters et Celestial Lineage)
- Will Lindsay (Middian) – basse (sur Live at Roadburn 2008)
- Dino Sommese (Dystopia, Asunder) – chant invité
- Ross Sewage (Ludicra, Impaled) – basse (durant la tournée américaine d'automne 2008 et durant la tournée européenne d'hiver 2009)
- Oscar Sparbell (Christian Mistress) – basse (durant la tournée américaine et européenne en 2009)

### Anciens membres
- Nick Paul – guitare (sur Wolves in the Throne Room) (2003-2004)
- Richard Dahlin – guitare (sur 2005 Demo, Diadem of 12 stars et sur Two Hunters) (2005-2007)
- Will Lindsay – guitare, voix, basse (sur Black Cascade ; guitare sur Malevolent Grain) (2008-2009)

## Discographie

### Albums studio
- 2006 : Diadem of 12 Stars
- 2007 : Two Hunters
- 2009 : Black Cascade
- 2011 : Celestial Lineage
- 2014 : Celestite
- 2017 : Thrice Woven
- 2021 : Primordial Arcana

### EP
- 2009 : Malevolent Grain
- 2023 : Crypt of Ancestral Knowledge

### Albums live
- 2009 : Live at Roadburn 2008
- 2011 : BBC Session 2011 Anno Domini

### Démos
- 2004 : Wolves in the Throne Room (label indépendant)
- 2005 : Demo (label indépendant)